# 高里 (愛荷華州)
高里（英語：Gowrie）是一個位於美國愛荷華州韋伯斯特縣的城市。

## 地理
高里的座標為42°16′47″N 94°17′29″W / 42.27972°N 94.29139°W，而該地的平均海拔高度為348米（即1142英尺）。

## 人口
根據2010年美國人口普查的數據，高里的面積為3.76平方千米，當中陸地面積為3.76平方千米，而水域面積為0.00平方千米。當地共有人口1037人，而人口密度為每平方千米275人。